# Gontier de Cologne
Gontier (en latin Guntharius, en allemand Gunthar ou Gunther) est un archevêque de Cologne du IXe siècle, intronisé en avril ou mai 850, déposé par le pape Nicolas Ier dans un concile tenu au Latran en octobre 863, mort le 8 juillet 873.

## Carrière
Gontier de Cologne était issu d'une famille de la noblesse franque. Le poète irlandais contemporain Sedulius, installé à Liège, lui a consacré plusieurs textes ; on y apprend que Gontier était un homme cultivé, écrivain et poète lui-même, qui développa une bibliothèque et favorisa l'école cathédrale dans son diocèse. On lui attribue une reconstruction de la cathédrale elle-même.
Avant son avènement, le siège métropolitain de Cologne était en déshérence depuis la mort de l'archevêque Hadebald en 841, objet d'un conflit entre la famille d'Hadebald (son neveu Liutbert), soutenue par le roi Louis le Germanique, et l'empereur Lothaire, qui voulait imposer son archichapelain Hilduin (probablement Hilduin de Saint-Denis). Liutbert abandonna ses prétentions en 849 et reçut en compensation l'évêché de Münster. 
En 845, la ville de Hambourg fut pillée par les Normands ; l'archevêque Anschaire fut nommé évêque de Brême à l'instigation de Louis le Germanique, et un concile de Francie orientale, tenu à Mayence en 848, décréta l'union personnelle des diocèses de Hambourg et de Brême. Cette décision, qui soustrayait le diocèse de Brême de la province ecclésiastique de Cologne, fut vigoureusement combattue par Gontier, jusqu'à ce que le pape Nicolas Ier tranche définitivement en 860 en faveur d'Anschaire.
Gontier devint l'archichapelain du roi Lothaire II (couronné début 856). Ce dernier, marié en 855 à Teutberge qui n'eut pas d'enfant, avait d'autre part pour concubine Waldrade, qui aurait été selon certaines sources une proche parente de Gontier (sa sœur ou sa nièce) et qui lui donna quatre enfants (le roi prétendit ensuite qu'il s'était marié sous une certaine forme avec elle avant d'épouser Teutberge). Dès 857, Lothaire accusa Teutberge d'avoir eu des relations incestueuses avec son frère Hucbert, d'avoir été engrossée par lui et d'avoir avorté ; la reine se disculpa un temps grâce à une ordalie au cours de laquelle un homme désigné par elle plongea sa main dans l'eau bouillante et la retira intacte.
Mais le roi, obstiné, continua ses persécutions, voulant se défaire d'elle pour épouser Waldrade. Le 9 janvier 860, une réunion de prélats eut lieu dans le palais d'Aix-la-Chapelle pour interroger la reine : il y avait les archevêques Gontier de Cologne et Thietgaud de Trèves, les évêques Advence de Metz et Francon de Liège et les abbés Égilon de Prüm et Odelingue de Saint-Corneille de l'Inda. Ayant été soumise à la violence et aux menaces, Teutberge s'avoua coupable. Les prélats, dans leur rapport au roi, déclarèrent qu'il ne lui était plus permis de la regarder comme sa femme ; selon l'abbé Égilon, comme elle affirmait avoir été violée par son frère, elle devait être autorisée à prendre le voile pour faire pénitence ; on fit d'ailleurs jurer à la reine déchue que si on lui permettait de se retirer au couvent, elle n'élèverait plus jamais aucune réclamation.
Une autre assemblée plus importante, avec des ecclésiastiques et des laïcs, également appelée « concile » par la tradition, fut convoquée dans le même palais d'Aix-la-Chapelle à la mi-février. Le roi Lothaire avait invité ses oncles Charles le Chauve et Louis le Germanique et son frère Charles de Provence à envoyer quelques évêques de leur territoire : en plus des précédents, on y vit l'archevêque Vénilon de Rouen et les évêques Hatton de Verdun, Hildegaire de Meaux et Hilduin d'Avignon. La reine fut contrainte de rédiger une confession écrite de son crime, de la remettre elle-même au roi devant l'assemblée, et de le supplier de lui permettre de faire pénitence dans un couvent. Elle fut enfermée dans un cloître, mais parvint bientôt à s'en échapper et se réfugia dans le royaume de Charles le Chauve.
Le 29 avril 862, Lothaire organisa une nouvelle assemblée à Aix-la-Chapelle, où se trouvaient huit évêques de son royaume (Gontier de Cologne, Tietgaud de Trèves, Advence de Metz, Hatton de Verdun, Arnulf de Toul, Francon de Liège, Hangaire d'Utrecht et Ratold de Strasbourg). Il leur exposa que, s'étant séparé de Teutberge sur leur conseil, il devait être autorisé à contracter une nouvelle union pour ne pas vivre dans le péché. L'archevêque de Trèves appuya cette requête en témoignant de l'austère pénitence à laquelle s'était soumis le souverain pendant tout le carême pour expier les fautes commises avec sa concubine. Les évêques, s'appuyant sur des textes d'authenticité très douteuse, prononcèrent la dissolution du mariage avec Teutberge et autorisèrent le roi à se remarier, ce qu'il fit bientôt avec Waldrade, qui fut couronnée reine. Dans ces trois « conciles » d'Aix-la-Chapelle, l'archichapelain Gontier avait joué un rôle-clef.
Teutberge et sa famille en avait appelé au pape ; Lothaire écrivit aussi à Rome pour inviter Nicolas Ier à envoyer des légats pour constater la parfaite régularité des procédures suivies. Dans une assemblée réunie à Savonnières le 3 novembre 862, avec Lothaire, ses oncles Charles le Chauve et Louis le Germanique, et huit évêques, on convint qu'on s'en remettrait au jugement du pape.
Nicolas Ier envoya comme légats Jean, évêque de Cervia, et Rodoald, évêque de Porto. Un concile fut réuni à Metz sur l'affaire à la mi-juin 863 ; tous les évêques du royaume de Lothaire y étaient. Le roi couvrit les légats de faveurs pour se les concilier, et l'assemblée aboutit à un acte d'approbation du divorce et du remariage, signé de tous les participants. Sur la recommandation des légats, Lothaire chargea les archevêques Gontier et Thietgaud d'aller remettre eux-mêmes l'acte au pape.
Après l'arrivée de Gontier et de Tietgaud à Rome, le pape réunit un concile au Latran à la fin octobre. Les documents des trois assemblées d'Aix-la-Chapelle et de celle de Metz furent examinés et unanimement condamnés et annulés. De plus, Lothaire et Gontier étaient accusés de protéger la comtesse adultère (et excommuniée) Engeltrude. Les deux archevêques furent excommuniés, déposés de l'épiscopat, avec défense d'exercer désormais aucune fonction de cette dignité. Les autres évêques qui avaient participé aux assemblées incriminées furent frappés de la même peine, avec cette réserve qu'ils seraient rétablis s'ils reconnaissaient leur faute. Les anathèmes contre Ingeltrude et ses fauteurs furent renouvelés. Ces décisions furent signifiées par lettres à tous les évêques d'Italie, de Gaule et de Germanie.
Cependant Gontier et Thietgaud, loin de se soumettre aux décrets du pape et de son concile, quittèrent Rome et se rendirent auprès de l'empereur Louis II, à qui ils se plaignirent des abus commis par le pape, qui déposait des archevêques et ambassadeurs de son frère le roi Lothaire sans le prévenir. L'empereur, qui avait approuvé cette ambassade, le prit pour une injure personnelle, et il se rendit à Rome avec son épouse Engelberge et les deux archevêques déposés. Les troupes impériales se livrèrent à des violences dans la ville, et le pape dut s'enfuir du palais du Latran et s'enfermer pendant deux jours et deux nuits dans la basilique Saint-Pierre. Mais l'empereur et le pape finirent par s'entendre, et Louis II ordonna à Gontier et à Thietgaud de retourner chez eux sans insister davantage. Ces derniers avaient écrit une lettre à leurs collègues les évêques de Lotharingie, dénonçant avec virulence l'attitude du pape, « ses fourberies et ses artifices » ; Gontier envoya son frère Hilduin porter ce texte au souverain pontife, avec instruction d'user de violence s'il ne voulait pas le recevoir ; Hilduin, à la tête d'une troupe armée, força les portes de la basilique Saint-Pierre, se battit avec les gardiens à l'intérieur, et jeta l'écrit sur le tombeau de l'apôtre. Mais ils durent ensuite quitter Rome et s'en retourner dans leur pays.
De retour à Cologne, Gontier commença par faire comme si de rien n'était, reprenant l'exercice de ses fonctions épiscopales le 30 mars 864, jeudi saint (tandis que Thietgaud, bien moins hardi, s'en abstenait). Mais les autres évêques de Lotharingie, ainsi que le roi lui-même, n'étaient pas disposés à le suivre dans cette voie. Lothaire confia l'archevêché de Cologne à Hugues l'Abbé, un cousin de Charles le Chauve, qui était sous-diacre. Le roi et les évêques incriminés adressèrent des lettres de contrition et de soumission au pape ; celui-ci répondit par une nouvelle circulaire confirmant la déposition des deux archevêques, pardonnant aux autres évêques, et annonçant la convocation d'un nouveau concile à Rome pour novembre 864. Gontier et Thietgaud se rendirent à cette assemblée, espérant y obtenir leur réintégration, mais il n'en fut rien. En 865, le pape envoya en Lotharingie son légat Arsène, évêque d'Orte, qui ramena Teutberge auprès de Lothaire dans le palais de Douzy, présida à un échange de serments, puis prit Waldrade avec lui et la conduisit à Orbe.
Mais dès 866, nous apprennent les Annales de Saint-Bertin, Gontier avait repris le contrôle effectif, au temporel, de l'archevêché de Cologne : le roi Lothaire (sur l'intervention, selon la rumeur, de l'empereur Louis II) remplaça Hugues l'Abbé par Hilduin, frère de Gontier, comme « administrateur » du diocèse, mais celui-ci n'était visiblement qu'un homme de paille dissimulant Gontier lui-même. Mais cette métropole, comme d'ailleurs celle de Trèves, resta sans titulaire, Gontier et Thietgaud n'ayant en fait pas été formellement remplacés.
Après la mort de Nicolas Ier (13 novembre 867), Gontier et Thietgaud retournèrent à Rome pour tenter leur chance auprès du successeur Adrien II (intronisé le 14 décembre) : l'excommunication contre Thietgaud fut levée, mais celle qui frappait Gontier maintenue. En juin 869, le roi Lothaire descendit en Italie pour arracher du pape l'autorisation de renvoyer à nouveau Teutberge et de reprendre Waldrade ; il se rendit d'abord à Bénévent auprès de son frère l'empereur, lequel organisa une réunion dans le monastère du Mont-Cassin entre Lothaire, l'impératrice Engelberge et le pape. Gontier était présent à cette réunion ; le 1er juillet, il accepta solennellement, par écrit, sa déposition, et le pape le réadmit à la communion des laïcs, à condition qu'il s'abstiendrait d'exercer aucune fonction épiscopale sans autorisation. Ensuite le roi Lothaire suivit le pape à Rome, il n'obtint d'ailleurs de lui rien de clair ; puis il prit le chemin du retour et mourut de maladie à Plaisance le 7 août.
Le royaume de Lothaire fut disputé entre Charles le Chauve (couronné à Metz par l'évêque Advence le 9 septembre) et Louis le Germanique. Charles tenta d'imposer comme archevêque de Cologne un certain Hilduin, abbé de Saint-Bertin, qu'il envoya d’Aix-la-Chapelle le 6 janvier 870, mais Louis, avec l'archevêque de Mayence Liutbert, parvint à organiser une autre élection le 16 janvier et imposa Willibert. Le pape Adrien II refusa de reconnaître aucun des deux candidats. Gontier se rallia à Willibert et écrivit lui-même au pape pour obtenir sa reconnaissance.

## Liens
- Ressource relative à la religion :   - Catholic Hierarchy
- Notice dans un dictionnaire ou une encyclopédie généraliste :   - Deutsche Biographie
- Notices d'autorité :   - VIAF
  - GND